# Цмутт (ледник)
Цмутт (нем. Zmuttgletscher, фр. Glacier de Zmutt) — ледник в кантоне Вале.
Ледник Цмутт расположен в Пеннинских Альпах юго-западнее Церматта у границы с Италией. Он берёт начало на высоте 3092 м на одноимённом гребне Маттерхорна, спускаясь в долину. с другой стороны расположена вершина Дан-д’Эран.
Площадь ледника сократилась в 2016 году до 15 км² по сравнению с 1850 годом (19,8 км²). Длина Цмутта колеблется 6,5-7,8 км (1973-2016). Существенный вклад в наполнение ледника вносят лавины.
Мимо ледника по гребню Цмутт проходит один из маршрутов для восхождения на Маттерхорн.